# Цефтобипрол
Цефтобипрол — лекарственное средство, полусинтетический антибиотик группы цефалоспоринов V поколения, широкого спектра действия, для парентерального введения.

## Фармакологическое действие
Цефтобипрол антибиотик группы цефалоспоринов. Цефтобипрола медокарил является водорастворимым пролекарством цефтобипрола, цефалоспорина, обладающего бактерицидной активностью в отношении широкого спектра грамположительных бактерий, включая резистентные к метициллину виды Staphylococcus, резистентные к пенициллину Str. pneumoniae, а также чувствительные к ампициллину Enterococcus faecalis. Цефтобипрол активен также в отношении многих грамотрицательных бактерий, включая многие штаммы семейства Enterobacter и Pseudomonas aeruginosa. Цефтобипрол прочно связывается со многими важными пенициллин-связывающими белками (РВР) как грамположительных, так и грамотрицательных бактерий.
Цефтобипрол обладает ярко выраженной бактерицидной активностью в отношении Staphylococcus, резистентных к метициллину, благодаря прочному связыванию с РВР2а стафилококков, включая метициллин-резистентные Staph, aureus. Цефтобипрол активен в отношении большинства изолятов следующих микроорганизмов как in vitro, так и при внутрибольничных инфекциях: грамположительные аэробы — Enterococcus faecalis (изоляты, чувствительные и резистентные к ванкомицину), Staph, aureus (изоляты, чувствительные и резистентные к метициллину), Staph, epidermidis, Str. agalactiae, Str. pyogenes, коагулазоне-гативные штаммы Staphylococcus (изоляты, чувствительные и резистентные к метициллину, включая Staph, haemolyticus, Staph, hominis, Staph, lugdunensis и Staph, saprophytics), Str. pneumoniae (изоляты, чувствительные к пенициллину, умеренно резистентные к пенициллину и резистентные к пенициллину), Str. группы viridans; грамотрицательные аэробы — Enterobacter cloacae, Escherichia coli, Klebsiella pneumoniae, Proteus mirabilis, Pseudomonas aeruginosa, Citrobacter (включая Citrobacter freundii, Citrobacter koseri), Enterobacter aerogenes, Klebsiella oxytoca, Moraxellacatarrhalis, Morganella mor-ganii, Neisseria, Providencia, Serratia marcescens.
Цефтобипрол устойчив к гидролизу пенициллиназами Staph, aureus, а также к гидролизу многими бета-лактамазами класса С и класса А, продуцируемыми грамотрицательными бактериями. Как и большинство цефалоспоринов, цефтобипрол гидролизуется бета-лактамазами расширенного спектра, карбапенема-зами и металло-бета-лактамазами. In vitro не наблюдалась селекция высокоуровневой резистентности у стафилококков, стрептококков и Haemophilus influenzae.
Резистентность к цефтобипролу, вызванная спонтанной мутацией in vitro, наблюдается редко. Описана перекрестная резистентность между цефтобипролом и некоторыми другими цефалоспоринами последних поколений. Вместе с тем некоторые микроорганизмы, резистентные к другим цефалоспоринам, могут быть чувствительны к цефтобипролу.

## Фармакокинетика
Средние фармакокинетические параметры цефтобипрола у взрослых после введения в однократной дозе 500 мг в виде инфузии в течение 60 мин и введения в многократных дозах по 500 мг в виде инфузий в течение 120 мин каждые 8 ч. Фармакокинетические характеристики сходны после введения одной дозы и после введения многократных доз.

### Распределение
Связывание цефтобипрола с белками плазмы составляет 16 % и не зависит от его концентрации. Vd в равновесном состоянии составляет 18 л и приближается к объёму внеклеточной жидкости у человека.

### Метаболизм
Биотрансформация из цефтобипрола медокарила, который является пролекарством, в активное вещество цефтобипрол происходит быстро и катализируется эстеразами плазмы. Концентрации пролекарства ничтожно малы, и его удается обнаружить в плазме и моче только во время инфузии.
Цефтобипрол подвергается минимальному метаболизму до нециклического метаболита, который микробиологически неактивен. Концентрация этого метаболита ниже концентрации самого цефтобипрола и составляет около 4 % от последней.

### Выведение
Цефтобипрол выводится преимущественно в неизмененном виде посредством почечной экскреции. T1/2 составляет около 3 ч. Главным механизмом почечной экскреции является клубочковая фильтрация, небольшая часть дозы подвергается канальцевой реабсорбции. В доклинических исследованиях пробенецид не влиял на фармакокинетику цефтобипрола, что указывает на отсутствие активной канальцевой секреции последнего. После введения одной дозы примерно 89 % обнаруживается в моче в виде активного цефтобипрола (83 %), метаболита с открытым кольцом (5 %) и цефтобипрола медокарила (<1 %).

## Показания
- Лечение осложненных инфекций кожи и её придатков, включая инфицированную диабетическую стопу без сопутствующего остеомиелита.
- Внебольничная пневмония
- Бактериемия, Инфекционный эндокардит[3][4]

## Противопоказания
- указания в анамнезе на аллергические реакции на бета-лактамные антибиотики;
- возраст до 18 лет;
- повышенная чувствительность к компонентам препарата;
- повышенная чувствительность к другим цефалоспоринам.

### С осторожностью
С осторожностью следует применять препарат у пациентов с почечной недостаточностью (КК менее 50 мл/мин), эпилепсией, при судорожных припадках (в анамнезе), псевдомембранозном колите (в анамнезе).

## Режим дозирования
При инфекциях, которые предположительно или доказано вызваны грамположительными и грамотрицательными бактериями при инфицированной диабетической стопе без сопутствующего остеомиелита, рекомендуемая доза препарата Зефтера составляет 500 мг каждые 8 ч в виде 120-минутных в/в инфузий.
При инфекциях, которые предположительно или доказанно вызваны грамположительными бактериями, доза препарата составляет 500 мг каждые 12 ч в виде 60-минутных в/в инфузий. Этот режим дозирования (с 12-часовыми интервалами) не изучали у пациентов с инфицированной диабетической стопой.
У пациентов пожилого возраста коррекция дозы не требуется.
У пациентов с незначительными нарушениями функции почек (КК 50-80 мл/мин) коррекция дозы не требуется. При почечной недостаточности средней тяжести (КК от 30 мл/мин до <50 мл/мин) доза препарата Зефтера составляет 500 мг каждые 12 ч в виде 120-минутных в/в инфузий. При почечной недостаточности тяжелой степени (КК <30 мл/мин) доза препарата составляет 250 мг каждые 12 ч в виде 120-минутных в/в инфузий. В связи с ограниченными клиническими данными и предполагаемым увеличением концентрации цефтобипрола и его метаболитов цефтобипрол следует назначать с осторожностью пациентам с почечной недостаточностью тяжелой степени.
Цефтобипрол выводится при гемодиализе, однако в настоящее время недостаточно информации для изменения режима дозирования у пациентов, находящихся на диализе. Таким образом, цефтобипрол не рекомендуется назначать пациентам, находящимся на любом виде гемодиализа.
В настоящее время нет опыта применения цефтобипрола у пациентов с печеночной недостаточностью. Однако учитывая, что цефтобипрол подвергается минимальному метаболизму в печени и элиминируется преимущественно почками, можно считать, что у пациентов с печеночной недостаточностью дозу цефтобипрола снижать не требуется.

### Правила приготовления инфузионного раствора
Лиофилизированный порошок следует растворить в 10 мл воды для инъекций или 5 % растворе глюкозы для инъекций. Содержимое флакона следует энергично встряхивать. Полное растворение порошка занимает до 10 мин. Перед разведением в инфузионном растворе необходимо дать осесть образовавшейся пене.
При разведении 10 мл приготовленного раствора следует извлечь из флакона и ввести в соответствующую ёмкость (например, мешки из поливинилхлорида или полиэтилена, стеклянные бутыли), содержащие 250 мл 0,9 % раствора хлорида натрия, 5 % раствора глюкозы или раствора лактата Рингера для инфузий. Ёмкость с инфузионным раствором следует осторожно переворачивать вверх-вниз 5-10 раз для получения однородного раствора цефтобипрола. Во избежание образования пены нельзя энергично встряхивать раствор.
Для пациентов с почечной недостаточностью тяжелой степени 5 мл готового раствора цефтобипрола разводят в 125 мл 0,9 % раствора хлорида натрия, 5 % раствора глюкозы или раствора лактата Рингера для инфузий. Перед введением инфузионный раствор визуально проверяют на отсутствие механических включений и при обнаружении последних раствор отбраковывают.

## Передозировка
В настоящее время нет информации о передозировке цефтобипрола у человека. Максимальная доза, которая была введена в фазе 1 клинических исследований, составила 3 г/ (1 г каждые 8 ч).
Лечение: при передозировке следует проводить общую поддерживающую терапию с мониторированием основных физиологических показателей. Уменьшить концентрацию цефтобипрола в плазме крови можно с помощью гемодиализа.

## Побочное действие
Грибковые инфекции вульвы и влагалища, полости рта и кожи, крапивница, зудящая сыпь, лекарственная гиперчувствительность, гипонатриемия, головная боль, головокружение, извращение вкуса, тошнота, диарея, рвота, диспепсия, повышение активности печеночных ферментов (в том числе АЛТ и АСТ), сыпь (включает макулезную, папулезную, макуло-папулезную и генерализованную) зуд, кожные реакции в месте инфузии.
Нежелательные эффекты, возникавшие с частотой ≥1 % у пациентов, которые получали 500 мг цефтобипрола каждые 8-12 ч в виде 60-минутных или 120-минутных инфузий.
В большинстве случаев тошнота была легкой, проходила самостоятельно, отмена препарата не требовалась. Тошнота реже наблюдалась у пациентов, получавших препарат в виде 120-минутных инфузий (10 %), чем в случаях 60-минутных инфузий (14 %).
Частота возникновения судорожных припадков, анафилаксии и псевдомембранозного колита, вызванного Clostridium difficile, при применении цефтобипрола, составила менее 1 %.

## Взаимодействие

### Лекарственное взаимодействие
Исследования взаимодействия цефтобипрола с другими препаратами не проводились. Цефтобипрол обладает минимальной способностью к взаимодействию с другими лекарственными средствами
Показано, что цефтобипрол обладает минимальной способностью ингибировать изоферменты CYP1A2, CYP2C9, CYP2C19, CYP2D6 и CYP3A4, а также отсутствие способности индуцировать эти изоферменты. Благодаря этому и вследствие того, что распределение цефтобипрола ограничено внеклеточной жидкостью, он обладает низкой способностью влиять на CYP450-опосредованный метаболический клиренс одновременно вводимых препаратов. Способность других препаратов взаимодействовать с цефтобипролом также минимальна, поскольку метаболизму подвергается лишь небольшая часть его дозы. Таким образом, нет оснований ожидать возникновения клинически значимого лекарственного взаимодействия цефтобипрола.
Цефтобипрол не секретируется почечными канальцами, и реабсорбируется лишь незначительная часть его дозы, и поэтому вероятность лекарственного взаимодействия на уровне почек крайне мала.
Нe выявлено влияния на фармакокинетику цефтобипрола следующих одновременно применяемых препаратов: фентанил, лидокаин, парацетамол, диклофенак, ацетилсалициловая кислота, гепарин, дифенгидрамин, пропофол, гидроморфона гидрохлорид, метадон, гидрокодона битартрат, метамизол натрий и фуросемид.

### Фармацевтическое взаимодействие
Совместимость цефтобипрола с другими препаратами не изучена. Цефтобипрол не следует смешивать с другими препаратами или добавлять к растворам, содержащим другие лекарственные средства.